# Barbara Białowąs
Barbara Białowąs (ur. 20 sierpnia 1978 w Opolu) – polska reżyserka i scenarzystka filmowa. Wspólnie z Tomaszem Mandesem wyreżyserowała filmy 365 dni (2020) i 365 dni: Ten dzień (2022). Prezeska Stowarzyszenia Kobiet Filmowców.

## Życiorys
Urodziła się 20 sierpnia 1978 w Opolu.
Ukończyła kulturoznawstwo, a następnie reżyserię filmową na Wydziale Radia i Telewizji Uniwersytetu Śląskiego w Katowicach.
W 2001 pojawiła się w obsadzie aktorskiej filmu Angelus Lecha Majewskiego, jako jeden z aniołów. Jako reżyserka i scenarzystka debiutowała w 2004 etiudą studencką Ewka skacz z Agatą Buzek w roli tytułowej. Rok później wyreżyserowała film dokumentalny Moskiewska żona, należący do cyklu „Rosja – Polska. Nowe spojrzenie” oraz etiudę szkolną Landryneczka z Redbadem Klynstrą w roli głównej. Film otrzymał wyróżnienie podczas Europejskiego Tygodnia Filmowego OFF/ON (Warszawa 2006), „Złotą Podkówkę” – nagrodę publiczności Festiwalu Filmowego Wakacyjne Kadry w Cieszynie (2006), a reżyserka nominację do Offskara 2007. W 2006 wspólnie z Joanną Kaczmarek wyreżyserowała film dokumentalny Dzika plaża. 
W 2009 ukazał się jej krótkometrażowy film fabularny Moja nowa droga z Romą Gąsiorowską i Michałem Sitarskim, zrealizowany w ramach projektu „30 minut”. Otrzymała za niego nominację do Nagrody Polskiego Kina Niezależnego im. Jana Machulskiego 2010 (najlepszy scenariusz), film był nagradzany i wyróżniany na festiwalach filmowych: Międzynarodowym Festiwalu Filmowym „Zoom-Zbliżenia” w Jeleniej Górze, Koszalińskim Festiwalu Debiutów Filmowych „Młodzi i Film”, Międzynarodowym Forum Niezależnych Filmów Fabularnych im. Jana Machulskiego (I nagroda), Toruń Short Film Festival i Festiwalu Filmów Optymistycznych „Happy End” w Częstochowie. Na 34. Festiwalu Polskich Filmów Fabularnych w Gdyni film otrzymał wyróżnienie w Konkursie Młodego Kina.
W 2012 pojawił się w kinach jej pierwszy pełnometrażowy film fabularny Big Love z Aleksandrą Hamkało i Antonim Pawlickim. W 2017 wyreżyserowała spektakl Teatru Telewizji Dziecko, na podstawie sztuki Ingi Iwasiów.
Wspólnie z Tomaszem Mandesem wyreżyserowała filmowe adaptacje bestsellerowych powieści Blanki Lipińskiej – 365 dni (2020) i 365 dni: Ten dzień (2022). W głównych rolach w obu netflixowych produkcjach wystąpili Anna-Maria Sieklucka i Michele Morrone.
Aktywnie działa na rzecz praw kobiet w branży filmowej. Jest prezeską Stowarzyszenie Kobiet Filmowców. W 2016 roku Stowarzyszenie było współorganizatorem konferencji „MISSing Creativity”. Tematyka konferencji dotyczyła sytuacji kobiet w branży filmowej, m.in. nierówności płacowych oraz niewielkiej liczby aktywnych reżyserek, szczególnie w projektach wysokobudżetowych. W 2022 roku uczestniczyła w panelu „Rodzicielstwo w branży filmowej”, który był częścią Festiwalu Polskich Filmów Fabularnych w Gdyni. Podczas panelu zgłosiła postulat, aby koszt opieki nad dziećmi osób z ekipy filmowej na czas produkcji został uznany za koszt kwalifikowany.

## Filmografia
Na podstawie materiałów źródłowych.

### Reżyseria
- 2004: Ewka skacz (etiuda szkolna, również scenariusz)
- 2005: Moskiewska żona (film dokumentalny, również scenariusz)
- 2005: Landryneczka (etiuda szkolna, również scenariusz)
- 2006: Dzika plaża (film dokumentalny, wspólnie z Joanną Kaczmarek, również scenariusz)
- 2009: Moja nowa droga (film krótkometrażowy, również scenariusz)
- 2012: Big Love (również scenariusz)
- 2017: Dziecko (spektakl Teatru Telewizji, również opracowanie tekstu)
- 2020: 365 dni (wspólnie z Tomaszem Mandesem, również współpraca scenariuszowa)
- 2022: 365 dni: Ten dzień (wspólnie z Tomaszem Mandesem)